# Nordamerikanischer Blutegel
Der Nordamerikanische Blutegel (Macrobdella decora), auch Amerikanischer Medizinischer Blutegel genannt, ist eine Art im Süßwasser lebender Blutegel aus der Familie Macrobdellidae in der Ordnung der Kieferegel, der als Ektoparasit an verschiedenen Wirbeltieren deren Blut saugt. Er ist in Nordamerika verbreitet.

## Merkmale
Der Körper von Macrobdella decora ist seitlich abgeflacht und erreicht eine Länge von etwa 11 bis 15 cm. Der Egel hat einen grünen Rücken mit etwa 20 roten oder orangefarbenen Flecken entlang der Mittellinie und seitlichen schwarzen Flecken. Die Bauchseite ist rot oder orange gefärbt und mit einzelnen schwarzen Flecken bedeckt. An jedem der drei Kiefer sitzen in jeweils einer Reihe (monostichodont) 50 bis 65 kleine scharfe Zähne. Der Egel hat zwei Paar Kopulationsdrüsen, deren Öffnungen an der Bauchseite sichtbar sind. Wie alle Egel ist er ein Zwitter; zwischen der männlichen und der weiblichen Geschlechtsöffnung befinden sich fünf bis fünfeinhalb äußere Ringel.

## Verbreitung und Lebensraum
Der Nordamerikanische Blutegel ist in stehenden und langsam fließenden Binnengewässern im Norden der Vereinigten Staaten und in Kanada häufig. Dabei ist er in Tümpeln oder Sümpfen und Gräben mit starker Vegetation häufiger als in Fließgewässern und offenen großen Seen.

## Ernährung
Macrobdella decora saugt Blut insbesondere an Amphibien und Wasserschildkröten, doch wenn sich die Gelegenheit bietet, saugt der Egel auch Menschenblut. In manchen Binnengewässern Kanadas und der USA wie beispielsweise Palisades Interstate Park, New York fällt der Egel Menschen in so großer Zahl an, dass sie als Badegewässer gemieden oder gesperrt werden. Er frisst zudem Amphibieneier, so etwa den Laich des Nordamerikanischen Ochsenfrosches, sowie Schlammröhrenwürmer, Regenwürmer, Insektenlarven, Egel, Schnecken und andere Kleintiere. Seine Beutezüge werden mit bis zu 80 % der Brutverluste der amerikanischen Kröte Bufo americanus in Zusammenhang gebracht.

## Lebenszyklus
Der Nordamerikanische Blutegel braucht eine ausgiebige Mahlzeit im Frühjahr, um sich fortpflanzen zu können. Als Zwitter begatten sich zwei Egel bei der Paarung mit ihren Penissen gegenseitig. Mithilfe des Clitellums scheiden nach der Paarung beide Partner einen strohfarbenen elliptischen Kokon aus einem schwammigen chitinösen Material ab, in den sie je nach Bedingungen etwa 8 oder auch über 16 Eier legen. In New York werden die Kokons im Juni oder Juli im Schlamm unter Holz oder Felsen am Gewässerrand abgelegt, und im Juli und August schlüpfen daraus junge fertige Egel.
Im Labor werden die Kokons ein bis zwei Monate nach der Frühlingsmahlzeit gelegt, und nach 28 bis 30 Tagen schlüpfen durchschnittlich 16 Jungtiere mit einer Länge von 20 bis 22 mm. Die Geschlechtsreife wird mit etwa 2 Jahren erreicht.

## Systematik
Macrobdella decora wurde 1824 von dem US-amerikanischen Zoologen Thomas Say unter dem Namen Hirudo decora erstbeschrieben. Sein Landsmann Addison Emery Verrill stellte 1872 die Gattung Macrobdella („Langer Egel“, altgriechisch μακρός makrós, „lang“ und βδέλλα bdélla, „Egel“) auf und gab der Art den Namen Macrobdella decora. Nicht zu verwechseln hiermit ist die homonyme Gattung Macrobdella, die ebenfalls 1872 von Rudolph Amandus Philippi aufgestellt und für die heute als Americobdella valdiviana bekannte chilenische Egelart verwendet wurde.